# Pictures of Old Days
Pictures of Old Days är ett musikalbum av gruppen Scotch. Albumet släpptes 1987.

## Låtlista
1. Plus plus (5.01)
2. Rhythm of love (3.19)
3. Pictures (5.20)
4. Over the rainbow (3.50)
5. Mirage (4.48)
6. Caribean lady (4.47)
7. Amor por Victoria (4.51)
8. Money runner (6.20)
9. Land of silence (1.21)